# Parc André-Citroën
El Parc André-Citroën és un jardí públic de París, situat sobre els terrenys de l'antiga fàbrica Citroën, al  15è districte, a la riba del Sena. El voregen habitatges i edificis terciaris. La seva creació data del començament dels anys 1990, i va ser inaugurat el 1992.

## Urbanisme
Els mestres d'obra del parc són els  paisatgistes Gilles Clément i Allain Provost, els  arquitectes Patrick Berger, Jean-François Jodry i Jean-Paul Viguier.
El parc s'estén sobre 13 hectàrees a la vora del Sena i conté una vegetació frondosa i posades en escena aquàtiques. És recorregut en diagonal per una línia recta de 800m, que canvia constantment de paisatge (superació d'estanys, gespes, bambú, escales, etc.).
Dos grans hivernacles cap al nord-est protegint un les plantes exòtiques i l'altre les plantes mediterrànies, envoltant brolladors d'aigua. Més avall, es troba una illa artificial. S'hi troben igualment boscos de  bambús.
El parc baixa en pendent suau cap al Sena, la circulació amb automòbil al llarg dels molls del Sena passa soterrada en aquest indret mentre que la via de tren és aèria.

## Activitats

Diversos parcs componen la banda Nord, evocant:
- un planeta.
- un color.
- un dia de la setmana.
- un sentit.

En un d'aquests jardins s'hi troba un rellotge de sol d'estil modern, decoratiu però ben poc útil, ja que està situat a l'ombra.
El parc conté el  globus Fortis, després Eutelsat, després Aire de Paris que permet elevar a l'aire fins a 30 passatgers a 150m i tenir així una vista aèria de París.
L'actual globus Aire de Paris permet informar els parisencs de la qualitat de l'aire, ja que s'il·lumina segons la taxa de contaminació dedtectada.

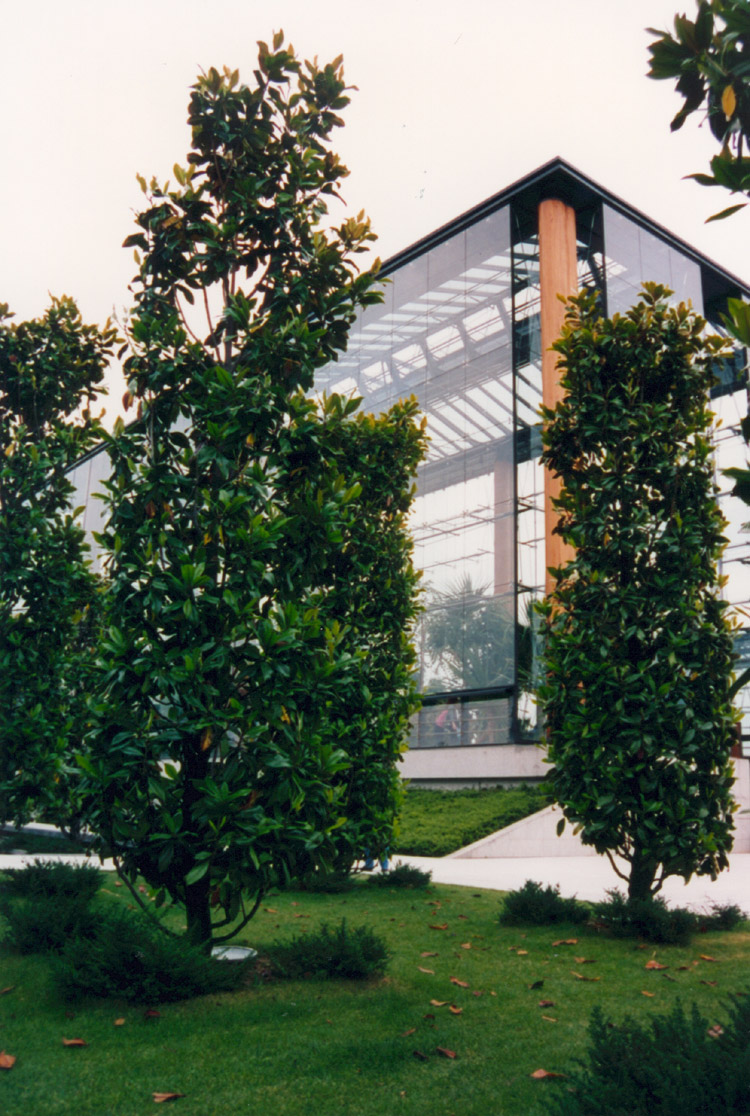
Els hivernacles
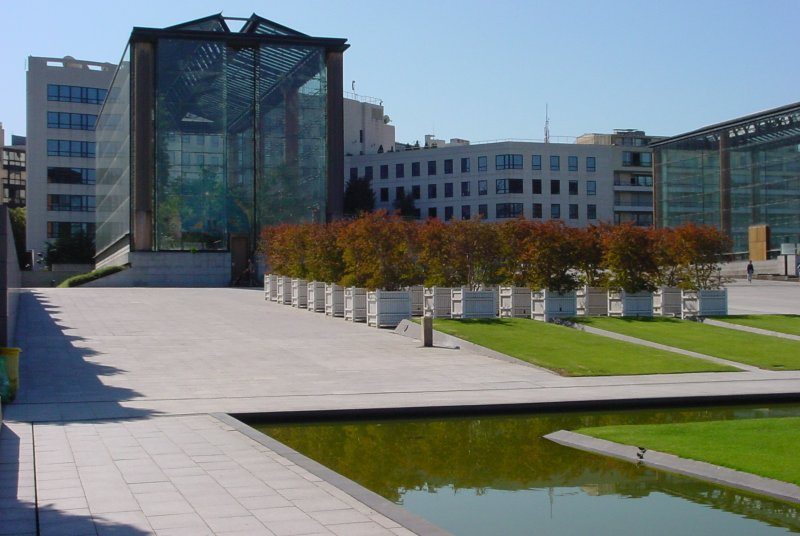
El gran hivernacle tropical
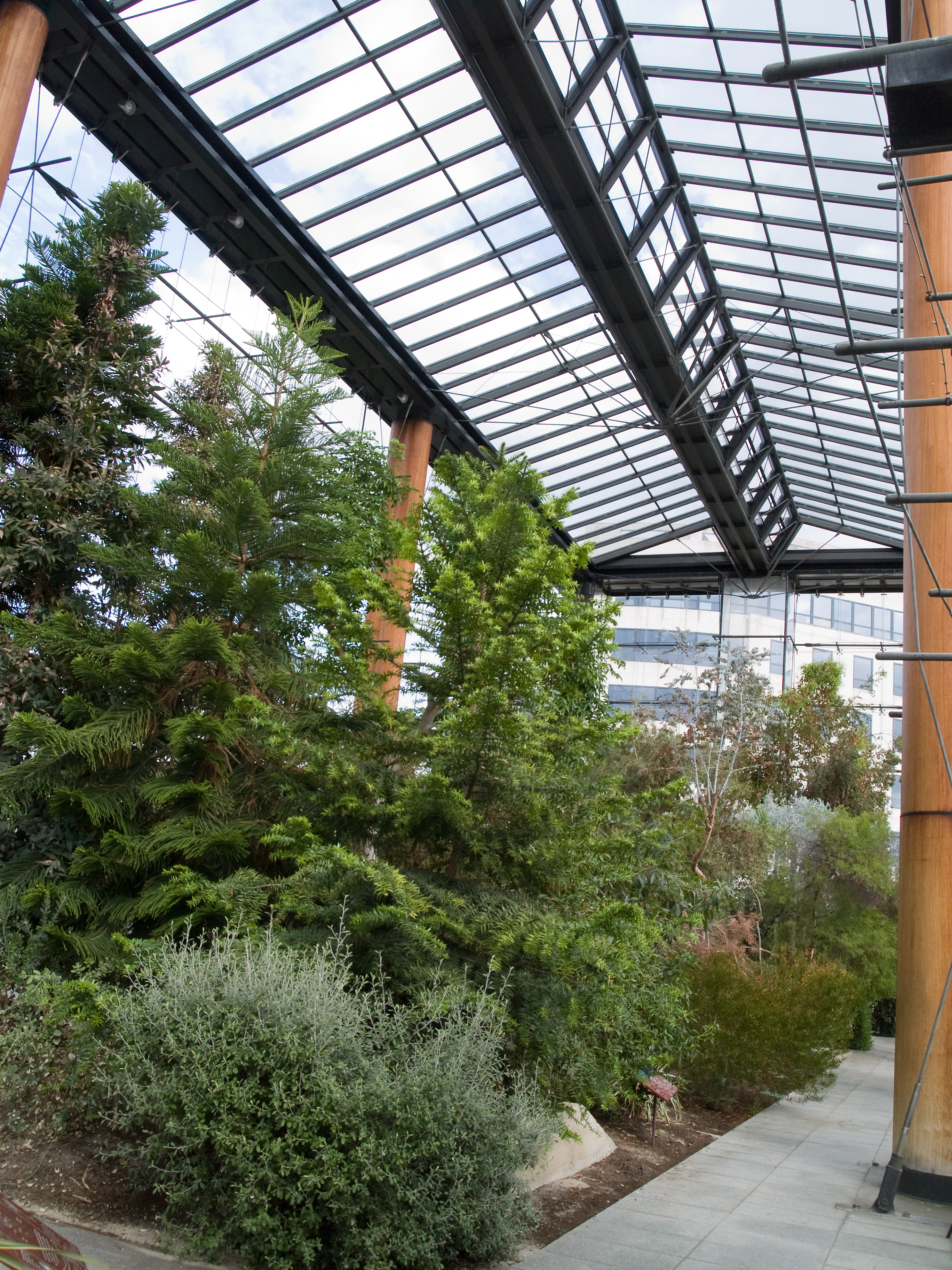
Dins d'un hivernacle
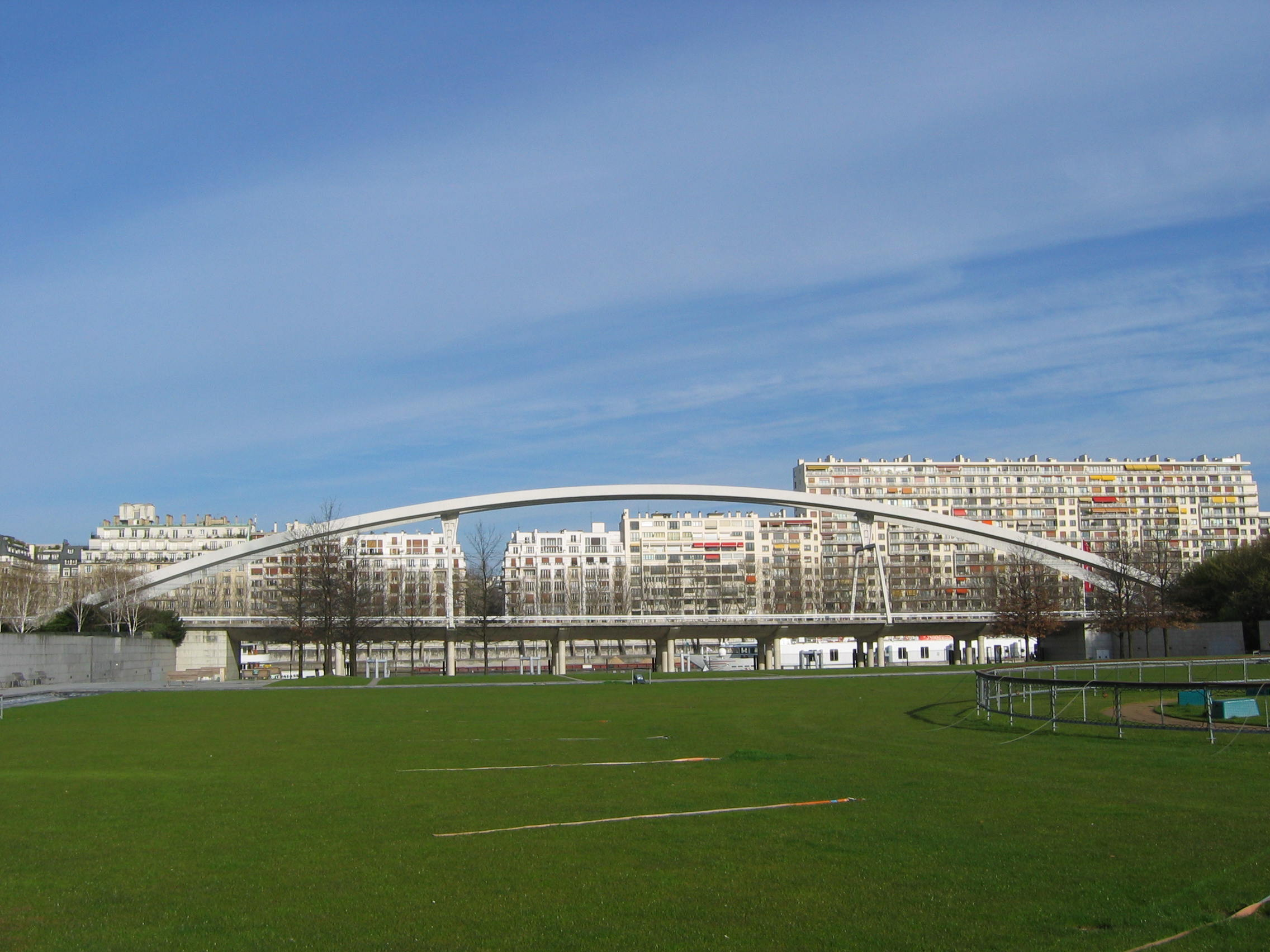
Pont del tren